# Viento sur (serie de televisión)
Viento sur, unitario de 8 episodios realizado en el año 2012 y transmitido por América TV en 2014. Esta serie cuenta con elencos rotativos y una historia distinta en cada episodio, con relatos de la Patagonia de los años 1930, que encierra drama, suspenso, romanticismo, policiales, acción y terror dentro de un entorno de western. La producción estuvo a cargo de Azteka Films,  tuvo excelentes críticas de los medios especializados y fue nominado al Premio Martín Fierro como Mejor Unitario y/o Miniserie en 2015.

## Sinopsis
Distintas historias que marcaron la vida de la región de la Patagonia, un lugar casi universal, en las décadas del '30 y '40. La sociedad de entonces, la interrelación de la cultura de los pueblos originarios americanos con la de los inmigrantes galeses, italianos, españoles y libaneses, darán vida a hechos y circunstancias que hablan de aquellos tiempos. La charla entablada entre un cantinero de la época (Horacio Fontova) y un viajero (Oscar Alegre) atascado por el fuerte viento, iniciará el recorrido sobre historias de amores, celos, familias, bandidos, robos y militares de una región que comenzaba a forjarse.

## Episodios
| Capítulo | Título      | Protagonistas                                                           | Fecha de Emisión      |
| -------- | ----------- | ----------------------------------------------------------------------- | --------------------- |
| 1        | El Marucho  | Gabriel Corrado Emilia Attias Naim Sibara Roberto Vallejos Marcela Ruiz | 16 de enero de 2014   |
| 2        | La Viuda    | Juan Palomino Maite Zumelzú Roberto Vallejos Daniel Campomenosi         | 23 de enero de 2014   |
| 3        | Los Rapiña  | Mike Amigorena Maite Zumelzú Roberto Vallejos Fabián Minelli            | 30 de enero de 2014   |
| 4        | La Maestra  | Gabriel Corrado Maite Zumelzú Roberto Vallejos                          | 7 de febrero de 2014  |
| 5        | El Wekufe   | Pablo Rago Juan Palomino Claudio Rissi Marcela Ruiz                     | 14 de febrero de 2014 |
| 6        | La Máscara  | Damián De Santo Maite Zumelzú Claudio Rissi Aymará Rovera               | 21 de febrero de 2014 |
| 7        | Viento Rojo | Tomás Fonzi Emilia Attias Maite Zumelzú                                 | 28 de febrero de 2014 |
| 8        | La travesía | Damián De Santo Daniel Aráoz Aymará Rovera                              | 7 de marzo de 2014    |

## Premios y nominaciones
| Reconocimientos | Reconocimientos              | Reconocimientos              | Reconocimientos         | Reconocimientos |
| Año             | Premio                       | Categoría                    | Ficción                 | Resultado       |
| --------------- | ---------------------------- | ---------------------------- | ----------------------- | --------------- |
| 2014            | Premios Nuevas Miradas en Tv | Mejor unitario y/o miniserie | Viento Sur (América Tv) | GANADOR         |
| 2015            | Premios Martín Fierro        | Mejor unitario y/o miniserie | Viento Sur (América Tv) | Nominado        |
| 2015            | Premios Fund Tv              | Mejor ficción                | Viento Sur (América Tv) | Nominado        |